# Gobseck (film, 1936)

Gobseck (en russe : Гобсек) est un film soviétique réalisé par Konstantin Eggert, sorti en 1936 en URSS et en 1937 aux États-Unis, adapté du roman Gobseck d'Honoré de Balzac.

## Synopsis
Portrait au noir d'un usurier passionné d'argent au point que l'entassement de l'or devient une folie obsessionnelle. Gobseck, qui a d'abord exercé tous les métiers, tient dans ses mains le destin de maints imprudents aristocrates, comme les filles du père Goriot (Delphine de Nucingen et Anastasie de Restaud) ; mais aussi de leurs enfants ; le mariage d'Ernest de Restaud avec Camille de Granlieu dépend de la façon dont maître Derville va réussir à négocier l'héritage d'Ernest, encore dans les mains de l'usurier. Gobseck, finalement écrasé par ses montagnes d'or, ses entassements de richesses, meurt dans la solitude, la pourriture et la saleté, comme un animal sauvage.

## Fiche technique
- Titre : Gobseck
- Réalisateur : Konstantin Eggert
- Adaptation : Konstantin Eggert et Oleg Leonidov d'après Gobseck d'Honoré de Balzac
- Directeur de la photographie : Louis Forestier
- Musique : Vissarion Shebalin
- Pays d'origine : URSS
- Date de sortie : 1936
- Genre : drame
- Date de sortie aux États-Unis : 15 juillet 1937
- Durée : 73 minutes
- Studios : Mezhrabpom Film

## Distribution
- Leonid Leonidov : Jean-Esther van Gobseck
- Aleksandr Shatov : maître Derville
- Elena Gogoleva : Anastasie de Restaud
- Mikhail Sadovsky : Maxime de Trailles
- Konstantin Eggert : Ernest de Restaud

## Postérité
- Un remake russe du film a été réalisé en 1987 : Gobseck.